# Murat Bardakçı
Murat Gökhan Bardakçı (* 1955 in Istanbul) ist ein türkischer Journalist und Fernsehmoderator. Er hat ein Wirtschaftsstudium absolviert. Bekannt wurde er durch seine historischen Arbeiten, mit der Ausrichtung auf die osmanische Geschichte und türkische Musikgeschichte, gleichzeitig ist er Kolumnist für die Zeitung Habertürk. Nach seiner eigenen Aussage über seine Familiengeschichte in seinem Fernsehprogramm Das Hinterzimmer der Geschichte (Tarihin Arka Odası) im Sender Habertürk TV stammt er zur einen Hälfte von den Tscherkessen und zur anderen Hälfte von den Krimtataren. Sein Großvater Cemal Bardakçı war Gouverneur in Denizli, Elazığ, Çorum und Konya und kämpfte im Türkischen Befreiungskrieg.

## Publikationen (Auswahl)
- Şahbaba, 2006 (Biografie Mehmeds VI.)
- Talat Paşa'nın Evrak-ı Metrukesi: Sadrazam Talât Paşa'nın özel arşivinde bulunan Ermeni tehciri konusundaki belgeler ve hususî yazışmalar (Talat Paschas hinterlassene Dokumente: die Umsiedlung der Armenier betreffende Dokumente und private Schreiben im Privatarchiv des Ministerpräsidenten Talat Pascha), Istanbul 2009